# مقاطعة نيك شهر
مقاطعة نيك شهر (بالفارسية: شهرستان نیک‌شهر) هي إحدى مقاطعات محافظة سيستان وبلوشستان في إيران. كان عدد سكان المقاطعة سنة 2006 حوالي 185,355 نسمة.